# Peperomia soratana
Peperomia soratana är en pepparväxtart som beskrevs av C. Dc.. Peperomia soratana ingår i släktet peperomior, och familjen pepparväxter. Inga underarter finns listade i Catalogue of Life.